# Sansevieria cylindrica
Espèce
Classification APG III (2009)
Sansevieria cylindrica, également appelée African Spear, Skyline Spear ou  Sansevieria spaghetti, est une plante succulente originaire d'Angola. Elle appartient à la famille des Liliaceae (ou à celle des Dracaenaceae) selon la classification classique, ou à celle des Asparagaceae selon la classification phylogénétique.
L'espèce a été référencée par Wenceslas Bojer en 1837. Elle est décrite en 1859 par Willian Jackson Hooker.

## Description
La Sansevieria cylindrica est une vivace rhizomateuse, à souche ligneuse qui présente un port érigé. Elle se développe en forme d'éventail, avec ses feuilles rigides poussant à partir d'une rosette de base. Ses feuilles sont cylindriques rayées, allongées, lisses, de couleur variant du vert au gris, elles ont jusqu'à 3 cm de diamètre et poussent jusqu'à 1 m au-dessus du sol. Sa croissance est lente. 

Ses fleurs à pétales étroits et aux étamines proéminentes sont de couleur blanche à rose et délivrent un parfum délicat. Elles mesurent entre 2,5 et 4 cm. 

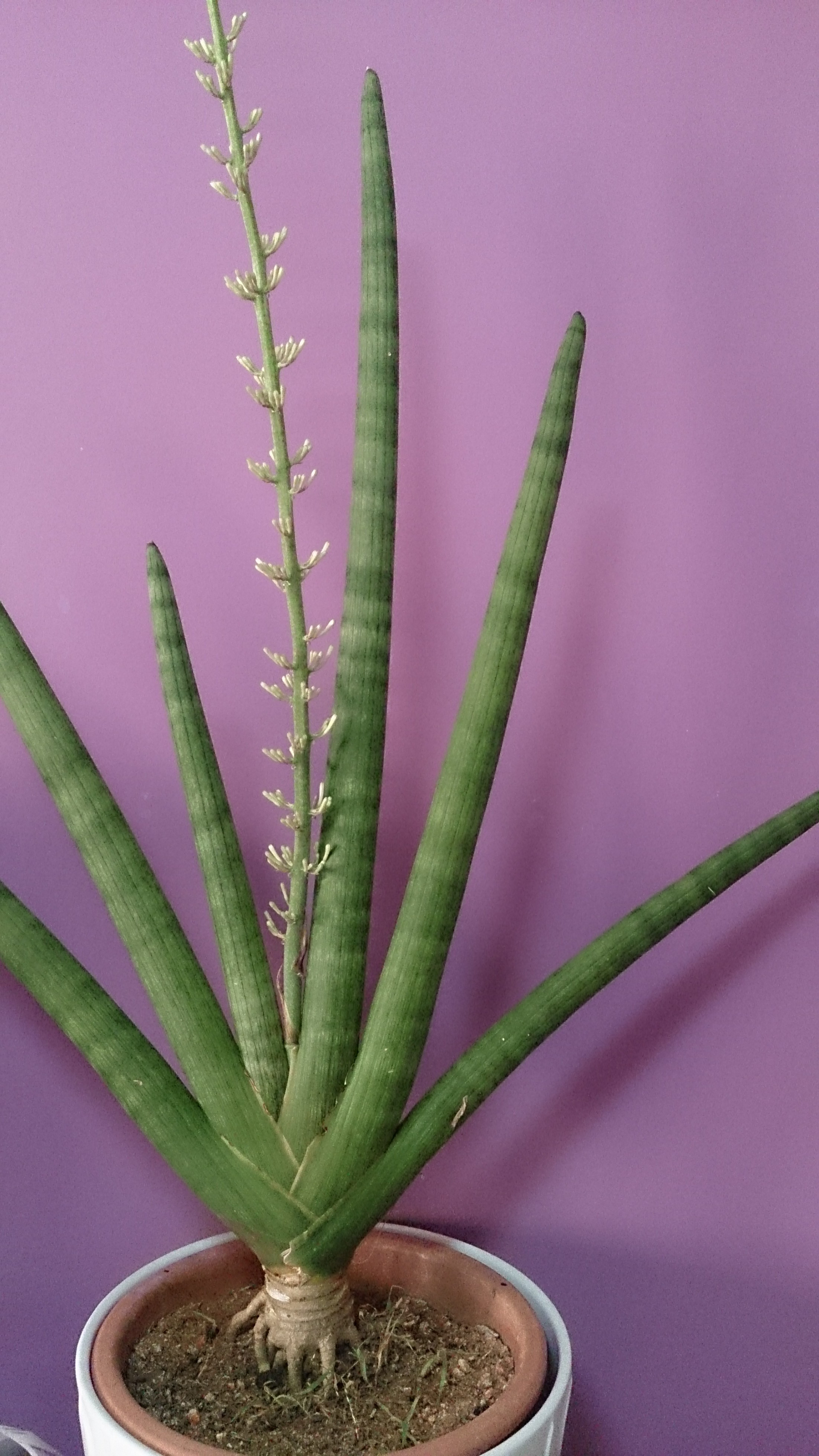
Sansevieria cylindrica au début de la floraison
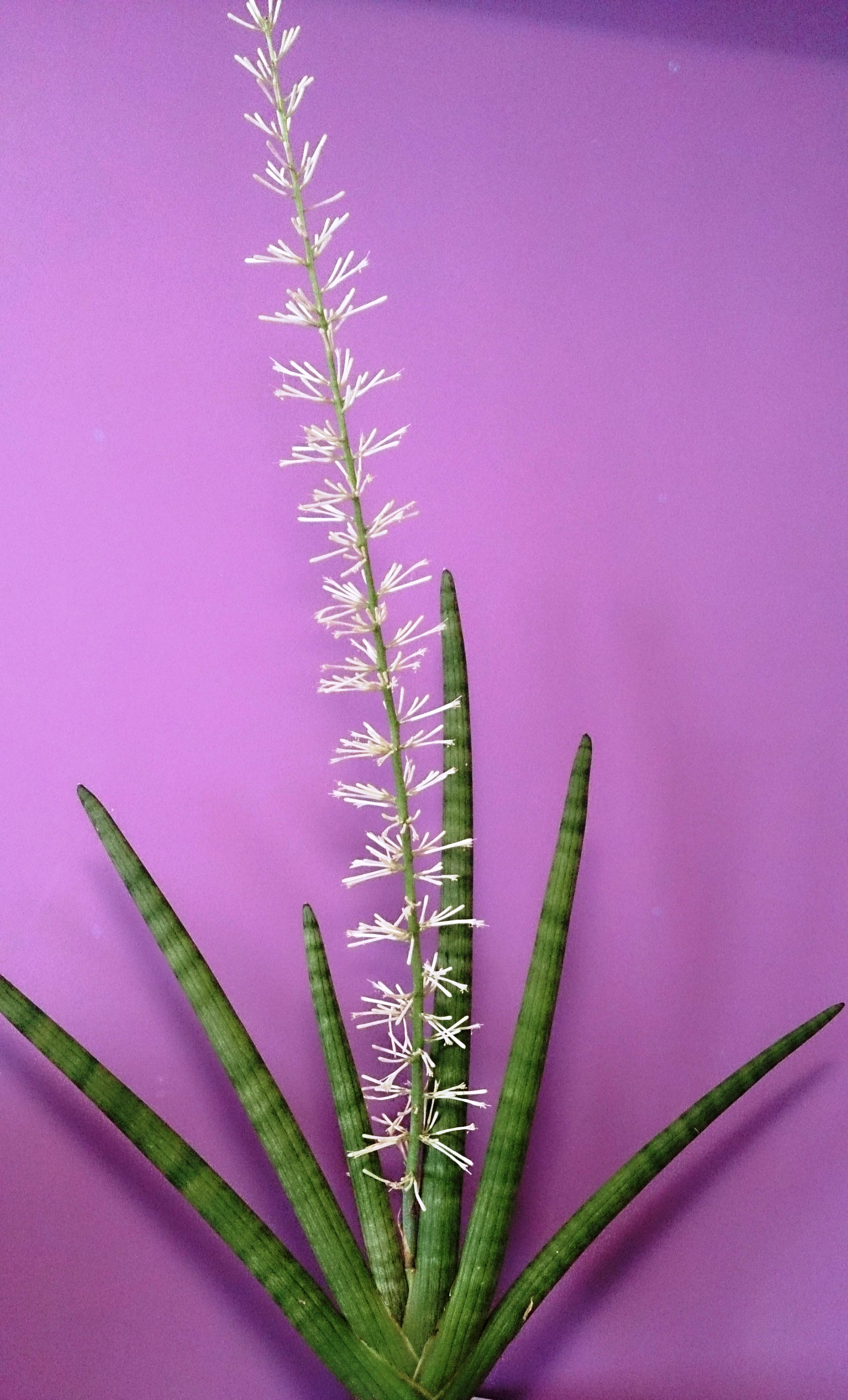
Sansevieria cylindrica avec les fleurs ouvertes
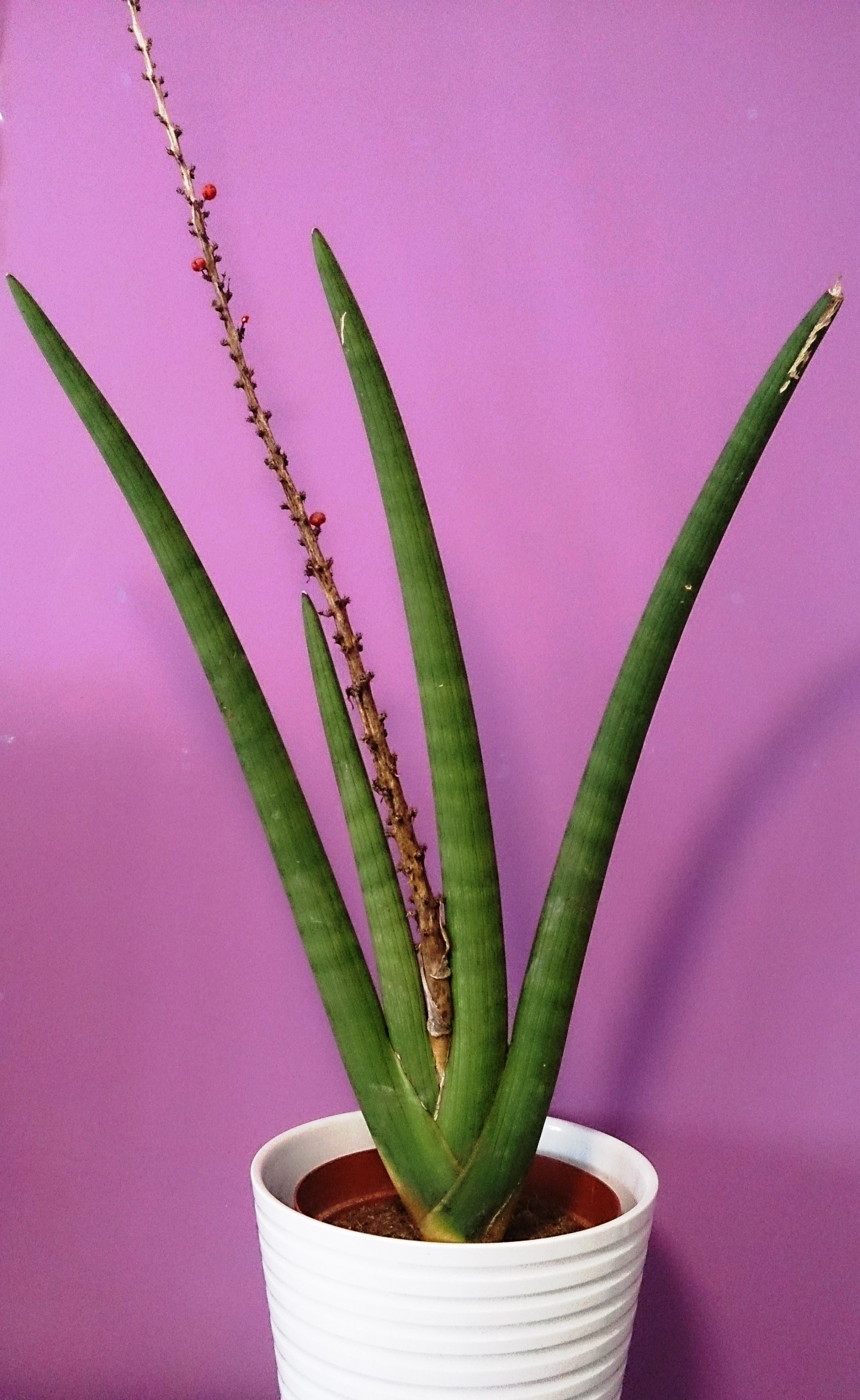
Sansevieria cylindrica après la floraison
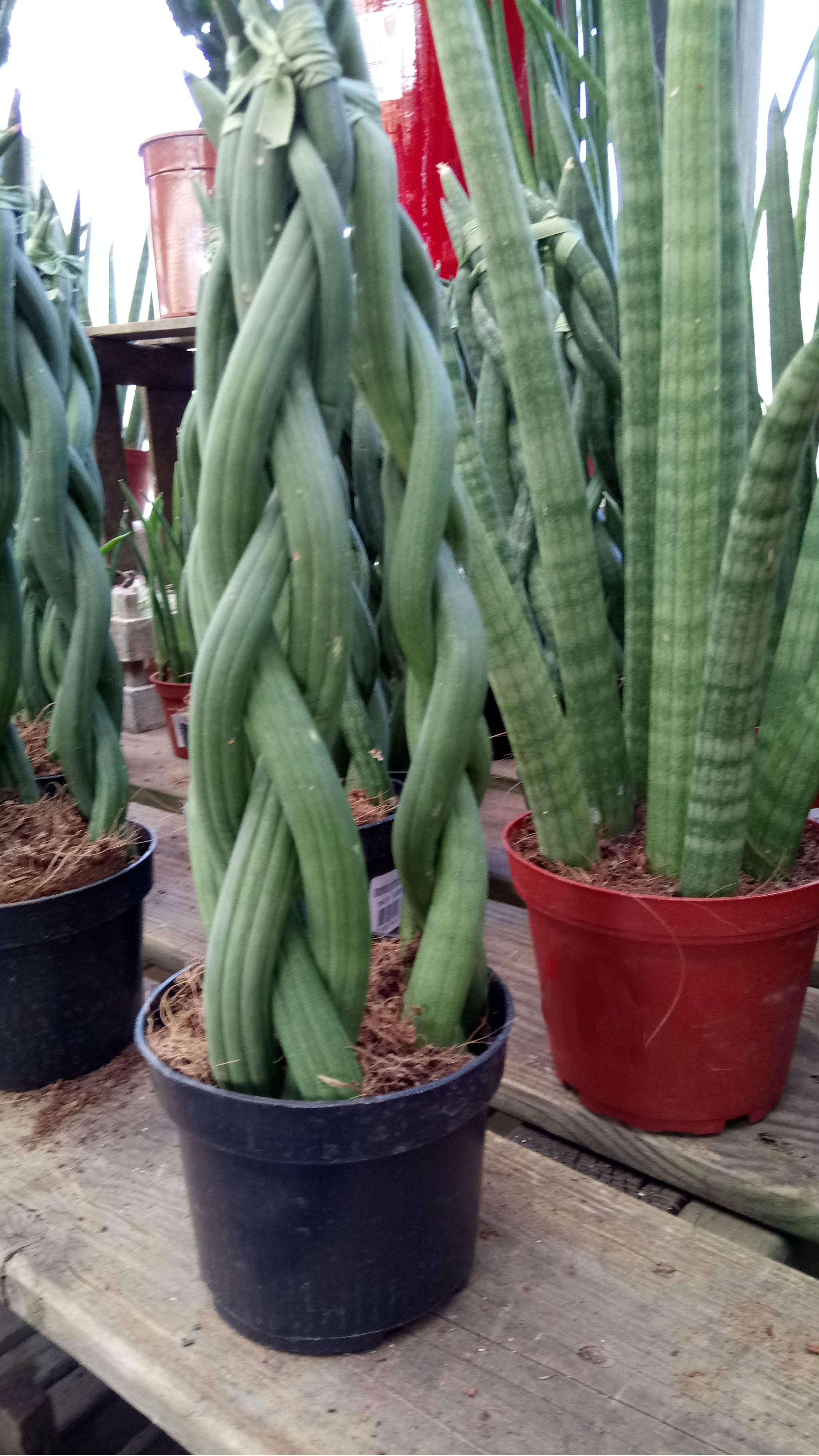
Une Sansevieria cylindrica tressée vendue dans le commerce.

En Afrique, ses feuilles peuvent être utilisées pour ses fibres résistantes. Cependant, le textile obtenu après tissage manque de souplesse.
La Sansevieria cylindrica est populaire en tant que plante ornementale car facile à cultiver dans une maison. Dans certaines jardineries ou magasins de décoration, on peut la trouver présentée sous forme de tresse ou encore avec les extrémités des feuilles recouvertes de peinture de couleur vive.
Elle est considérée comme plante dépolluante. 

## Mode de culture
La Sansevieria cylindrica est facile à cultiver et tolère un large éventail de conditions. Elle apprécie un mélange de sol très drainant et ne supporte pas l'excès d'humidité. Les plantes supportent très bien la sécheresse et sont arrosées toutes les deux semaines pendant la saison de croissance. Pendant les mois d'hiver, elle peut être arrosée une fois par mois. Elle ne supporte pas les températures inférieures à +12 °C en hiver.
La multiplication peut se faire par division du rhizome ou par boutures. Les fragments doivent mesurer au moins 7 cm de long et être insérés dans un sable humide.